# Jan Kilian (pastor)
Jan Kilian (ur. 22 marca 1811, zm. 12 września 1884) – pastor; był liderem kolonii serbołużyckiej w miejscowości Serbin w stanie Teksas w USA. Urodził się w Delanach (Döhlen), w pobliżu Bukec (Hochkirch). Po szkole w Rachlowie i Budziszynie studiował teologię na uniwersytecie w Lipsku. W latach 1834–1837 był pastorem w Hochkirch. Po śmierci swojego wujka został pastorem w Kotecach (Kotitz), a w 1848 we Wukrančicach (Weigersdorf). W 1854, wraz z ok. 550 łużyckimi luteranami ze swojej kongregacji we Wukrančicach, emigrował do USA, w wyniku czego powstała kolonia serbska w miejscowości Serbin w Teksasie.